# Chant d'hiver
Chant d'hiver è un film del 2015 diretto da Otar Ioseliani.

## Trama
Una commedia picaresca su due vecchi amici alle prese con una serie di avventure cittadine, tutte parzialmente collegate dallo scheletro di un aristocratico francese condannato a morte.